# Алферовская (Устьянский район)
Алферовская — деревня в Устьянском районе Архангельской области.

## География
Находится в южной части Архангельской области на расстоянии приблизительно 81 км на восток-северо-восток по прямой от административного центра района поселка Октябрьский на левом берегу реки Устья.

## История
В 1859 году здесь (деревня Вельского уезда Вологодской губернии) было учтено 35 дворов. До 2022 года была административным центром Дмитриевского сельского поселения до его упразднения. В деревне когда-то была каменная Николаевская церковь 1818 года постройки (утрачена).

## Население
Численность населения: 303 человека (1859 год), 375 (русские 98 %) в 2002 году, 321 в 2010.